# 그랜드 인터컨티넨탈 서울
그랜드 인터컨티넨탈 서울 파르나스(영어: Grand InterContinental Seoul Parnas), 그랜드 인터컨티넨탈 서울 파르나스(영어: Grand InterContinental Seoul Parnas)은 서울특별시 강남구 테헤란로 521에 위치한 호텔이다. 대한민국 내에서는 흔히 그랜드 인터컨티넨탈 호텔이라고 부른다.
코엑스, 무역센터 및 한국도심공항 운영의 공항버스 터미널과 가까이 위치해 있다.

## 역사
1988년 8월 24일, 한무개발은 인터컨티넨탈 서울을 개관하고 영업을 개시했으며, 서울올림픽 본부 호텔으로 사용되었다. 1989년 호텔 인터컨티넨탈 서울을 전관 개관하고 영업을 본격화했다. 1999년 그랜드 인터컨티넨탈 서울로 거듭나고 2000년 11월 '세계 최고의 인터컨티넨탈 호텔'로 선정됐다. 한무개발은 1992년 LG그룹 계열사로 편입, 2005년 GS 계열사로 편입됐다. 2009년 회사명을 파르나스호텔주식회사로 변경하며, 2011년 호텔명을 그랜드 인터컨티넨탈 서울 파르나스로 변경했다.
2013년 사내용역업체 근로자들의 근로자 지위 확인 고용의제 소송에 불복하여 헌법재판소에 헌법소원심판 소구에 참여하려한 업체 중 하나이다. 2014년 1층 로비 및 레스토랑, 그랜드 볼룸 등 공용부의 리노베이션 이후, 2020년 11개월간 호텔 외관과 7층부터 33층까지 전 객실의 리노베이션을 완성했다.

## 높이
높이 100m 이상인 111m이다. 완공 당시 대한민국에서 높은 호텔이 되었다. 완공 당시 서울특별시에서 높은 호텔이 되었다. 완공 당시 강남구에서 높은 호텔이 되었다. 인터컨티넨탈 서울 코엑스(30층, 112m)가 완공되기 전까지 높은 호텔이다.

## 특징
완공 후 높은 호텔을 개장했다. 5성급 호텔이다. 2번 정도 개관한 적이 있는데 한번은 부분 개관하고 관광사업 등록하고 한번은 전관 개관했다. 국제무역센터 완공 동시 오픈한 지점은 강남 지역의 첫 글로벌 호텔이었다. 인터컨티넨탈 로고가 있다. 리노베이션을 두 차례한 적이 있었다. 주차대수는 800대(지상, 지하 3개층)다.

## 객실
2021년 기준, 그랜드 인터컨티넨탈 서울 파르나스의 총 객실수는 550개다. 객실은 크게 여유로운 사이즈의 딜럭스와 다양한 활용이 가능한 주니어 스위트, 프라이빗한 톱 스위트로 구성했다. 특히 60m2(18평 이상)의 여유로운 스위트 객실을 226개나 확보해, 여유로운 호캉스를 누리고 싶은 고객에게도, 비즈니스 목적의 장기 투숙 고객 등에게도 모두 만족스러운 투숙 환경을 제공할 수 있다. 2021년 기준, 체크아웃 시각은 오전 11시, 체크인 시각은 오후 3시다.

## 내부 시설
그랜드 인터컨티넨탈 서울의 내부 시설이다.
| 층수                | 시설       |
| ------------------- | ---------- |
| 34층                | 클럽 등    |
| 7층 ~ 33층          | 호텔       |
| 5층                 | 이벤트 등  |
| 3층                 | 클럽       |
| 2층                 | 국화 등    |
| 1층                 | 로비 등    |
| 지하 4층 ~ 지하 1층 | 지하주차장 |

## 갤러리

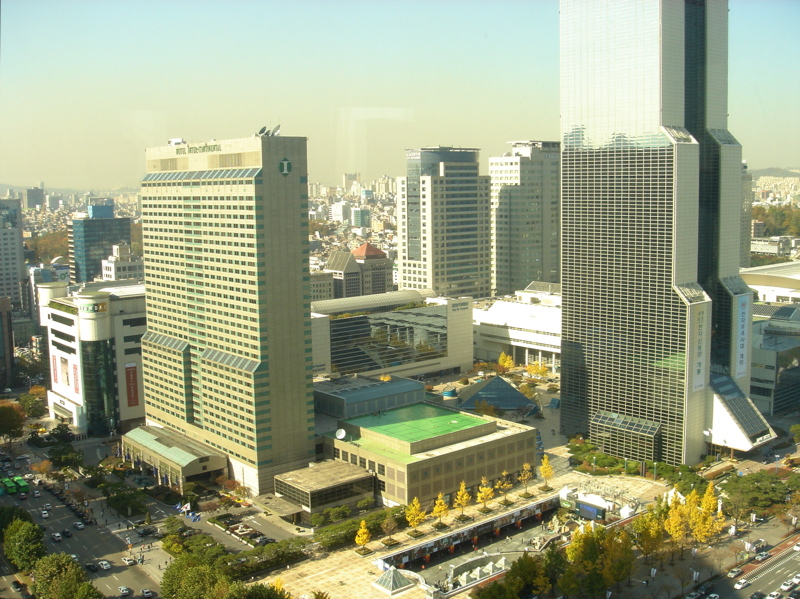
2006년 5월 14일

## 같이 보기
- 대한민국의 호텔 목록
- 서울 강남구의 마천루 목록